# Code de sainteté

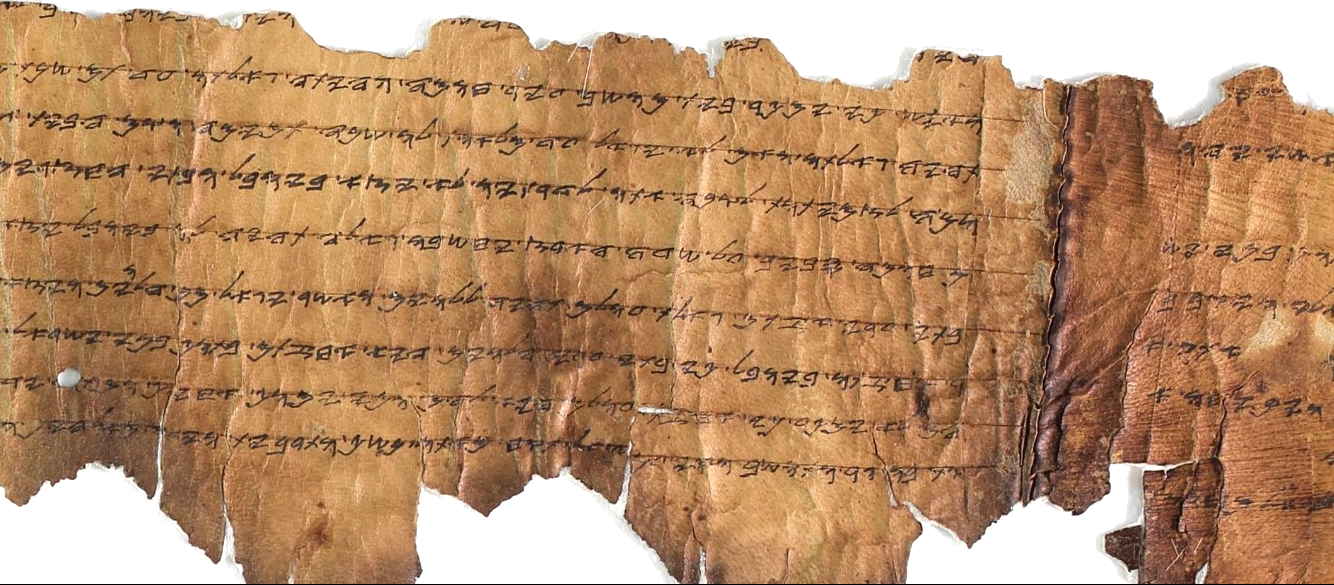

Le Code de sainteté est un terme utilisé par l'exégèse biblique pour désigner les chapitres 17 à 26 du livre du Lévitique. 
Cette source est souvent abrégée par « H ». 
On y trouve le  commandement surnommé la « règle d'or » (Lv 19:18) : « Tu aimeras ton prochain comme toi-même. »